# Ритчи, Роберт
Роберт Ритчи (Robert Oliver Ritchie) — американский учёный-материаловед, специалист по механическим свойствам материалов.
Член Национальной инженерной академии США (2001), именной заслуженный профессор (H.T. & Jessie Chua Distinguished Professor of Engineering) Калифорнийского университета в Беркли и старший научный сотрудник Национальной лаборатории имени Лоуренса в Беркли. Иностранный член РАН (2011) и Лондонского королевского общества (2017).

## Биография
В Кембриджском университете получил степени бакалавра по физике и металлургии (1969), магистра и доктора философии (обе — в 1973), а также доктора наук (1990) по материаловедению. В 1972-1974 годах там же исследовательский фелло Черчилль-колледжа, а в 1974-1976 годах — Калифорнийского университета в Беркли. В 1977-1981 годах ассистент- и ассоциированный профессор, последний — с 1979 года именной (Class of 1922 Associate Professor) Массачусетского технологического института. С 1982 года профессор Калифорнийского университета в Беркли, с 2005 по 2011 год заведующий кафедрой материаловедения и инженерии, и с 1984 года старший научный сотрудник Национальной лаборатории имени Лоуренса в Беркли, занимал в последней ряд руководящих должностей. В 1992—2002 годах почётный приглашённый профессор Плимутского университета. В 1994 году приглашённый профессор Токийского технологического института. С 2016 года почётный приглашённый профессор Бристольского университета, а также старший фелло Городского университета Гонконга. К этому же почётный профессор ещё нескольких университетов Китая и Великобритании. Фелло британского Института физики (2003), TMS (2004), Американского общества инженеров-механиков (2009), Американского керамического общества (2009) и Materials Research Society (2010), пожизненный член TMS (2012). Член Королевской инженерной академии Великобритании (2002), European Academy of Sciences (2015), иностранный член Шведской королевской академии инженерных наук (2013).

## Награды и отличия
- Nadai Medal, ASME (2004)
- Woehler Medal, ESIS (2006)
- A. A. Griffith Medal and Prize[англ.] (2007)
- Senior U.S. Scientist Award, Фонд Александра фон Гумбольдта (2009)
- Edward DeMille Campbell Memorial Lectureship Award, ASM (2010)
- Robert Franklin Mehl Award, TMS (2010)
- Eringen Medal[англ.] (2010)
- David Turnbull Award, Materials Research Society (2013)
- Acta Materialia Gold Medal (2014)[4]
- Morris Cohen Award, TMS (2017)[5]